# Alysha Newman
Alysha Newman (født 29. juni 1994) er en canadisk atlet, der konkurrerer i stangspring.
Hun repræsenterede Canada ved sommer-OL 2016 i Rio de Janeiro, hvor hun blev elimineret i kvalifikationen til stangspring.
Newman repræsenterede Canada ved sommer-OL 2024 i Paris, hvor hun vandt bronze i stangspring.